# Peru (Vermont)
Peru ist eine Town im Bennington County des Bundesstaates Vermont in den Vereinigten Staaten mit 531 Einwohnern (laut Volkszählung von 2020).

## Geographie

### Geografische Lage
Peru liegt im Nordosten des Bennington Countys, in den waldreichen südöstlichen Ausläufern der Green Mountains. Im Süden der Town befindet sich das Skigebiet Bromley Mountain an den Hängen des 987 m hohen Promley Mountain. Die höchste Erhebung in dem hügeligen Gebiet ist jedoch der 1042 m hohe Peru Peak. Es gibt mehrere kleinere Seen auf dem Gebiet der Town und mehrere kleinere Flüsse entwässern das Gebiet zumeist in südöstlicher Richtung. Sie münden im West River.

### Nachbargemeinden
Alle Entfernungen sind als Luftlinien zwischen den offiziellen Koordinaten der Orte aus der Volkszählung 2010 angegeben.
- Norden: Shrewsbury, 31,0 km
- Nordosten: Ludlow, 24,0 km
- Osten: Londonderry, 7,0 km
- Südosten: Jamaica, 17,5 km
- Süden: Winhall, 8,5 km
- Südwesten: Manchester, 14,5 km
- Westen: Dorset, 16,5 km
- Nordwesten: Danby, 18,5 km

### Klima
Die mittlere Durchschnittstemperatur in Peru liegt zwischen −7,2 °C (19 °Fahrenheit) im Januar und 20,6 °C (69 °Fahrenheit) im Juli. Damit ist der Ort gegenüber dem langjährigen Mittel der USA um etwa 10 Grad kühler. Die Schneefälle zwischen Oktober und Mai liegen mit über fünfeinhalb Metern knapp doppelt so hoch wie die mittlere Schneehöhe in den USA, die tägliche Sonnenscheindauer liegt am unteren Rand des Wertespektrums der USA.

## Geschichte
Die Siedlung wurde am 12. Oktober 1761 als Teil der New Hampshire Grants unter dem Namen Bromley ausgerufen, aber erst ab 1773 besiedelt. Die Zahl der Neusiedler blieb sehr gering; Bromley galt als wenig fruchtbarer Landstrich. Im Frühjahr 1803 lebten in der Town vier Familien. Am 1. März 1803 wurde die erste Stadtversammlung einberufen; erste Gottesdienste und ein erster regelmäßiger Schulunterricht wurden bis 1807, als das erste Schulhaus fertiggestellt war, in zwei Privathäusern abgehalten. Im Herbst 1803 lebten bereits vierzehn Familien im County.
Dass das damalige Bromley als unfruchtbarer Siedlungsort bekannt geworden war, ließ den Bewohnern eine Namensänderung als hilfreich erscheinen. Sie wählten den Namen „Peru“, der für sie mit den südamerikanischen Reichtümern verbunden war, und benannten die Town am 3. Februar 1804 offiziell um. Tatsächlich wurde nach der Namensänderung ein größerer Zustrom von Siedlern verzeichnet.
Das erste Schulhaus, das den Unterricht in Privathäusern überflüssig machte, wurde 1807 eingeweiht. Es wurde auch für die Gottesdienste der kleinen Gemeinde genutzt. 1814 wurde eine Passstraße zur benachbarten Town Manchester errichtet, so dass die in jenem Jahr grassierende Typhusepidemie die Siedlung erreichen konnte. Es gab so viele Erkrankte und Tote, „dass nicht genügend Personen für die Pflege verfügbar waren“ Spätere Ausbrüche des Fiebers (1822 und zweimal in den 1850er Jahren) blieben dagegen auf jeweils eine Familie begrenzt.
Ebenfalls 1814 wurde mit dem Bau des Gemeindehauses begonnen, das ab der Fertigstellung 1816 sowohl für die Stadtversammlungen als auch für die Gottesdienste genutzt wurde und so den Schulbau entlastete. Ein erster Kirchenbau wurde ab 1831 durch die Methodisten begonnen und 1848 fertiggestellt.
Um 1840 erreichte die Bevölkerungszahl mit etwa 600 Personen den höchsten Stand und nahm danach langsam wieder ab. Da die ab Mitte der 1840er Jahre das Land durchziehenden Eisenbahnlinien den abgelegenen Ort nicht erreichten, kam es zu keiner Industrialisierung oder einem erhöhten Aufkommen an landwirtschaftlichen Produkten. Weder der amerikanische Bürgerkrieg, die Weltkriege oder die Wirtschaftsrezensionen berührten die kleine Ortschaft. Bis zum heutigen Tag leben die Bewohner in erster Linie von Land- und Forstwirtschaft. Ein Naturschutzgebiet, das die Wälder im Südwesten der Town umfasst, sorgt für zusätzliche Einnahmen aus dem Tourismus.
Die ursprünglich methodistische Kirche wird heute von der United Church of Christ genutzt.

### Einwohnerentwicklung
| Volkszählungsergebnisse – Town of Peru, Vermont | Volkszählungsergebnisse – Town of Peru, Vermont | Volkszählungsergebnisse – Town of Peru, Vermont | Volkszählungsergebnisse – Town of Peru, Vermont | Volkszählungsergebnisse – Town of Peru, Vermont | Volkszählungsergebnisse – Town of Peru, Vermont | Volkszählungsergebnisse – Town of Peru, Vermont | Volkszählungsergebnisse – Town of Peru, Vermont | Volkszählungsergebnisse – Town of Peru, Vermont | Volkszählungsergebnisse – Town of Peru, Vermont | Volkszählungsergebnisse – Town of Peru, Vermont |
| Jahr                                            | 1700                                            | 1710                                            | 1720                                            | 1730                                            | 1740                                            | 1750                                            | 1760                                            | 1770                                            | 1780                                            | 1790                                            |
| ----------------------------------------------- | ----------------------------------------------- | ----------------------------------------------- | ----------------------------------------------- | ----------------------------------------------- | ----------------------------------------------- | ----------------------------------------------- | ----------------------------------------------- | ----------------------------------------------- | ----------------------------------------------- | ----------------------------------------------- |
| Einwohner                                       |                                                 |                                                 |                                                 |                                                 |                                                 |                                                 |                                                 |                                                 |                                                 | 71                                              |
| Jahr                                            | 1800                                            | 1810                                            | 1820                                            | 1830                                            | 1840                                            | 1850                                            | 1860                                            | 1870                                            | 1880                                            | 1890                                            |
| Einwohner                                       | 130                                             | 239                                             | 314                                             | 455                                             | 578                                             | 567                                             | 543                                             | 500                                             | 556                                             | 445                                             |
| Jahr                                            | 1900                                            | 1910                                            | 1920                                            | 1930                                            | 1940                                            | 1950                                            | 1960                                            | 1970                                            | 1980                                            | 1990                                            |
| Einwohner                                       | 373                                             | 242                                             | 216                                             | 156                                             | 142                                             | 197                                             | 194                                             | 243                                             | 312                                             | 324                                             |
| Jahr                                            | 2000                                            | 2010                                            | 2020                                            | 2030                                            | 2040                                            | 2050                                            | 2060                                            | 2070                                            | 2080                                            | 2090                                            |
| Einwohner                                       | 416                                             | 375                                             | 531                                             |                                                 |                                                 |                                                 |                                                 |                                                 |                                                 |                                                 |

## Wirtschaft und Infrastruktur

### Verkehr
Der Ort wird durch die Vermont Route 11 an die angrenzenden Gemeinden angeschlossen. Die Vermont Route 11 erschließt auch das Ski-Gebiet. Ansonsten werden die Siedlungsgebiete der Town durch einfache Straßen erschlossen.

### Öffentliche Einrichtungen
In Peru gibt es kein eigenes Krankenhaus. Das nächste zuständige Krankenhaus ist das Southwestern Medical Center in Bennington.

### Bildung
Peru gehört mit Danby, Dorset, Manchester, Langrove, Londonderry, Mt. Tabor, Pawlet, Peru, Rupert, Sunderland, Weston und Winhall zur Bennington-Rutland Supervisory Union. Es gibt in Peru keine eigene Schule. Die Schulkinder von Peru besuchen die Schulen in Manchester.

## Persönlichkeiten

### Söhne und Töchter der Stadt
- John Milton Bigelow (1804–1878), Arzt und Botaniker